# Canal de Larsen
El canal de Larsen és un petit cos d'aigua d'entre 1,5 i 5 quilòmetres d'amplada que separa les illes d'Urville i Joinville, ambdues a l'arxipèlag de Joinville, a l'extrem nord-est de la península Antàrtica. El canal de Larsen va ser descobert el 1902 per l'Expedició Antàrtica Sueca comandada per Otto Nordenskjöld i va rebre el nom en honor de Carl Anton Larsen, el capità del vaixell Antartica.